# Vibrationen (Walzer)
Vibrationen ist ein Walzer von Johann Strauss (Sohn) (op. 204). Das Werk wurde am 19. Januar 1858 im Sofienbad-Saal in Wien erstmals aufgeführt.